# Сипски канал
Сипски канал је био најзначајнији објекат саграђен током великих регулационих радова на Ђердапу крајем 19. века.
Узводној пловидби кроз Сипски канал помагао је тегљач Вашкапу, пуштен у рад 2. новембра 1899. Локомотивску вучу, са колосеком дугим 1.800 метара, изградили су Немци 1916, да би је приликом повлачења 1918. онеспособили.
Сипски канал је био дуг 1843 метра и широк 80 метара, а дубина од три метра при најнижем водостају омогућавала је пролаз чак и великим речним бродовима.
Сипски канал је данас само један део Ђердапског језера, које је настало након подизања бране и хидроелектране на Дунаву, те је, пловидба овим делом речног тока постала лака и безбедна.

## Галерија
- Сипски канал
- Завршетак изградње 1896. године
- Локомотивска вуча